# Epilobium siskiyouense
Epilobium siskiyouense är en dunörtsväxtart som först beskrevs av Philip Alexander Munz, och fick sitt nu gällande namn av P.C. Hoch och P.H. Raven. Epilobium siskiyouense ingår i släktet dunörter, och familjen dunörtsväxter. Inga underarter finns listade i Catalogue of Life.

## Bildgalleri

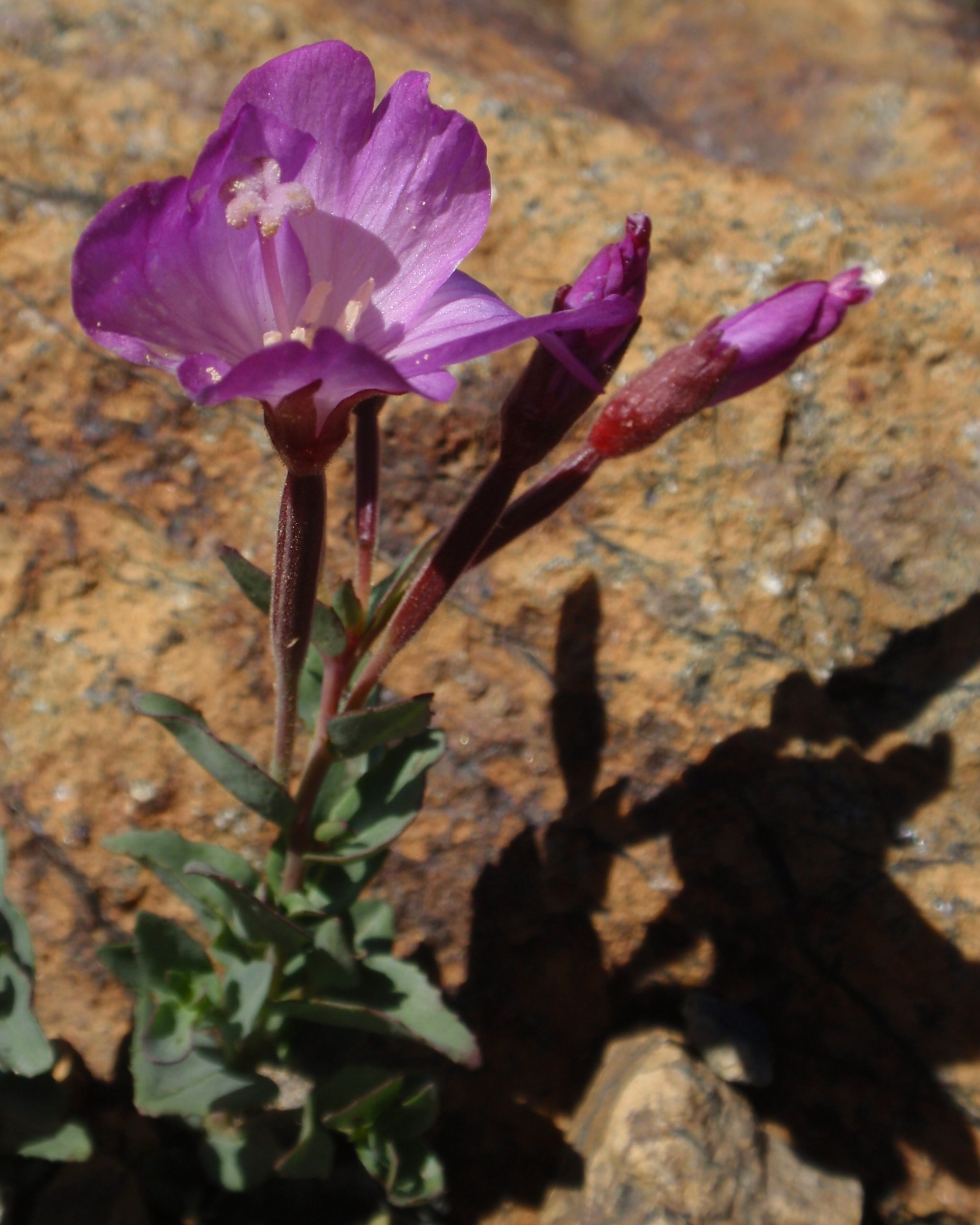
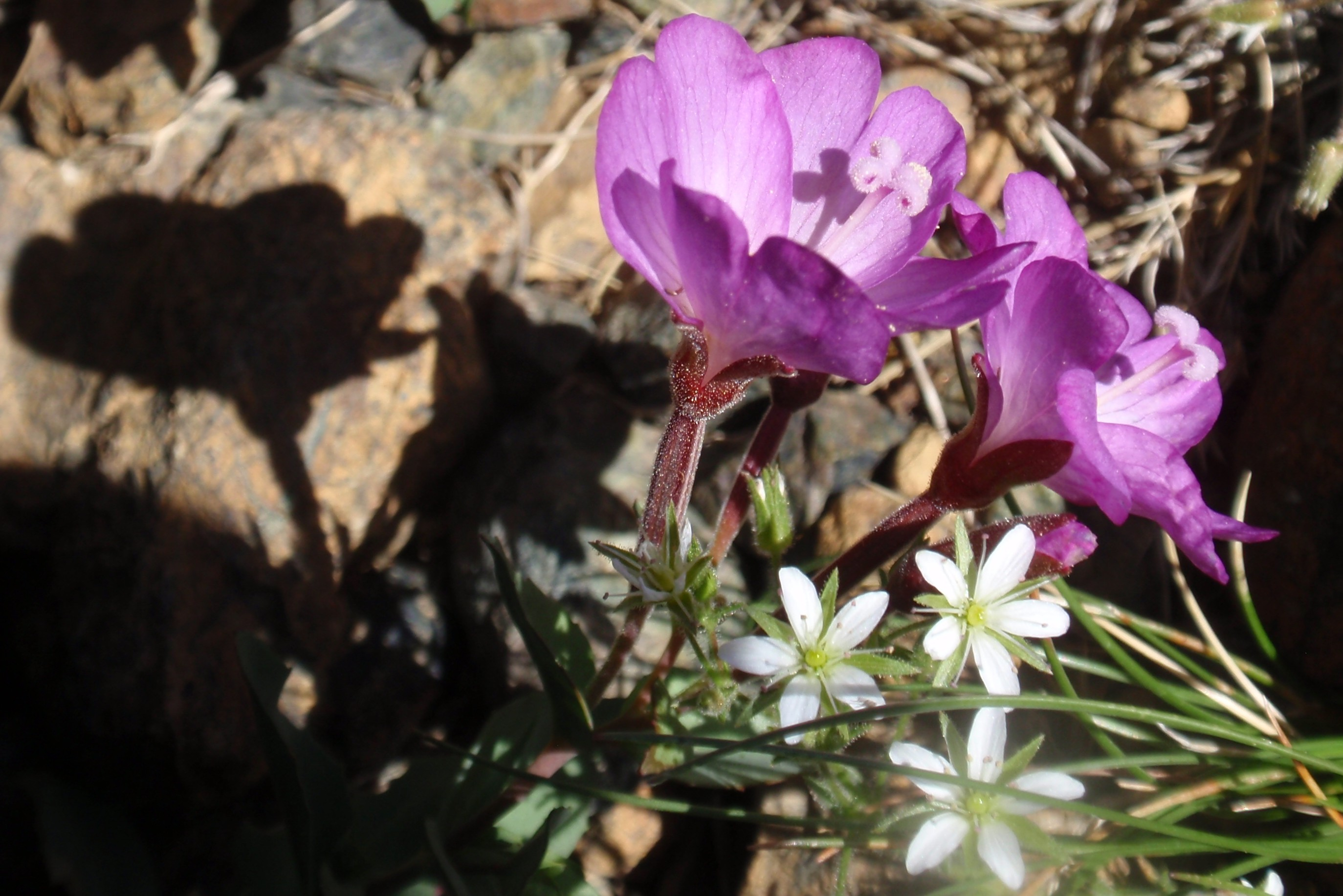
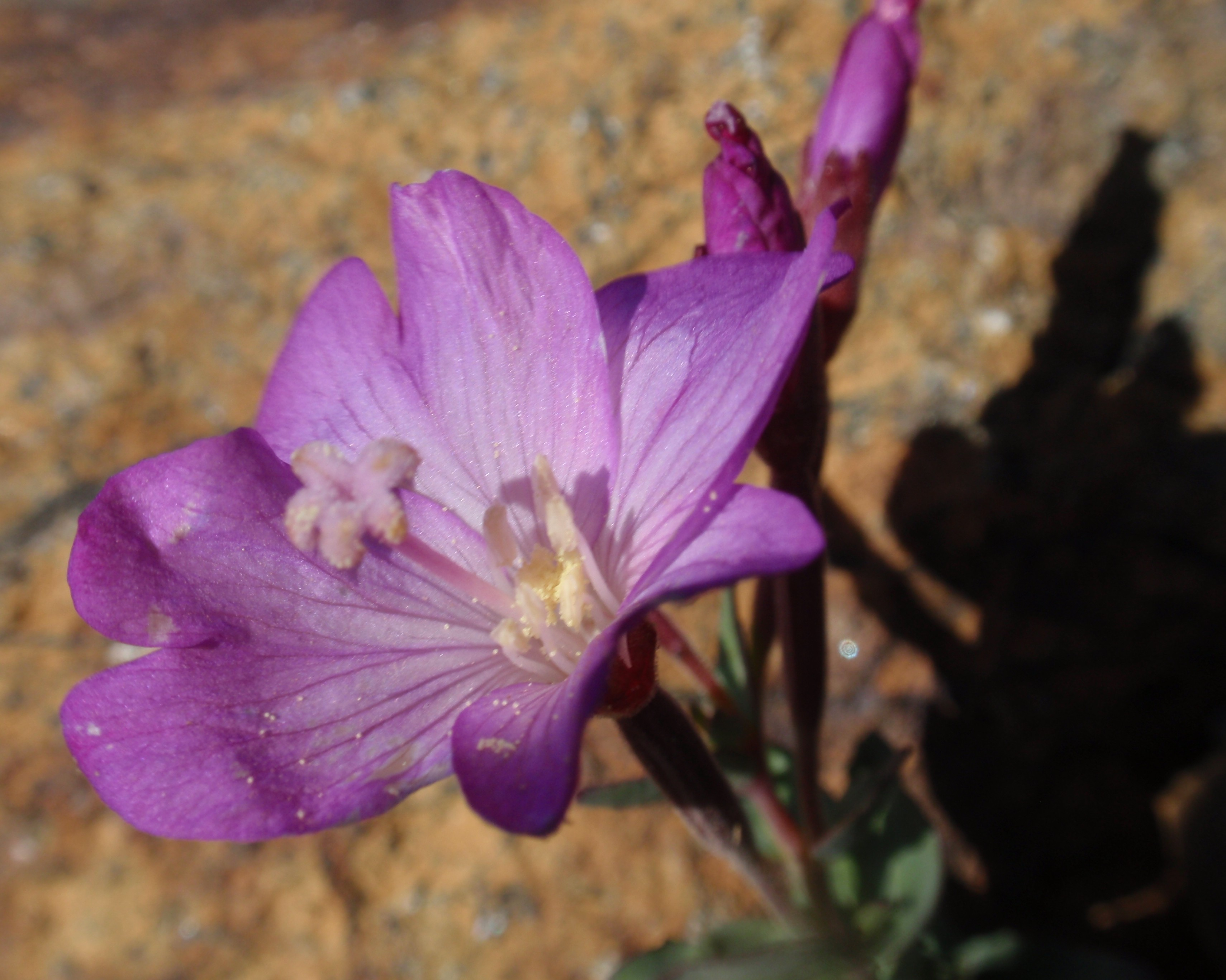
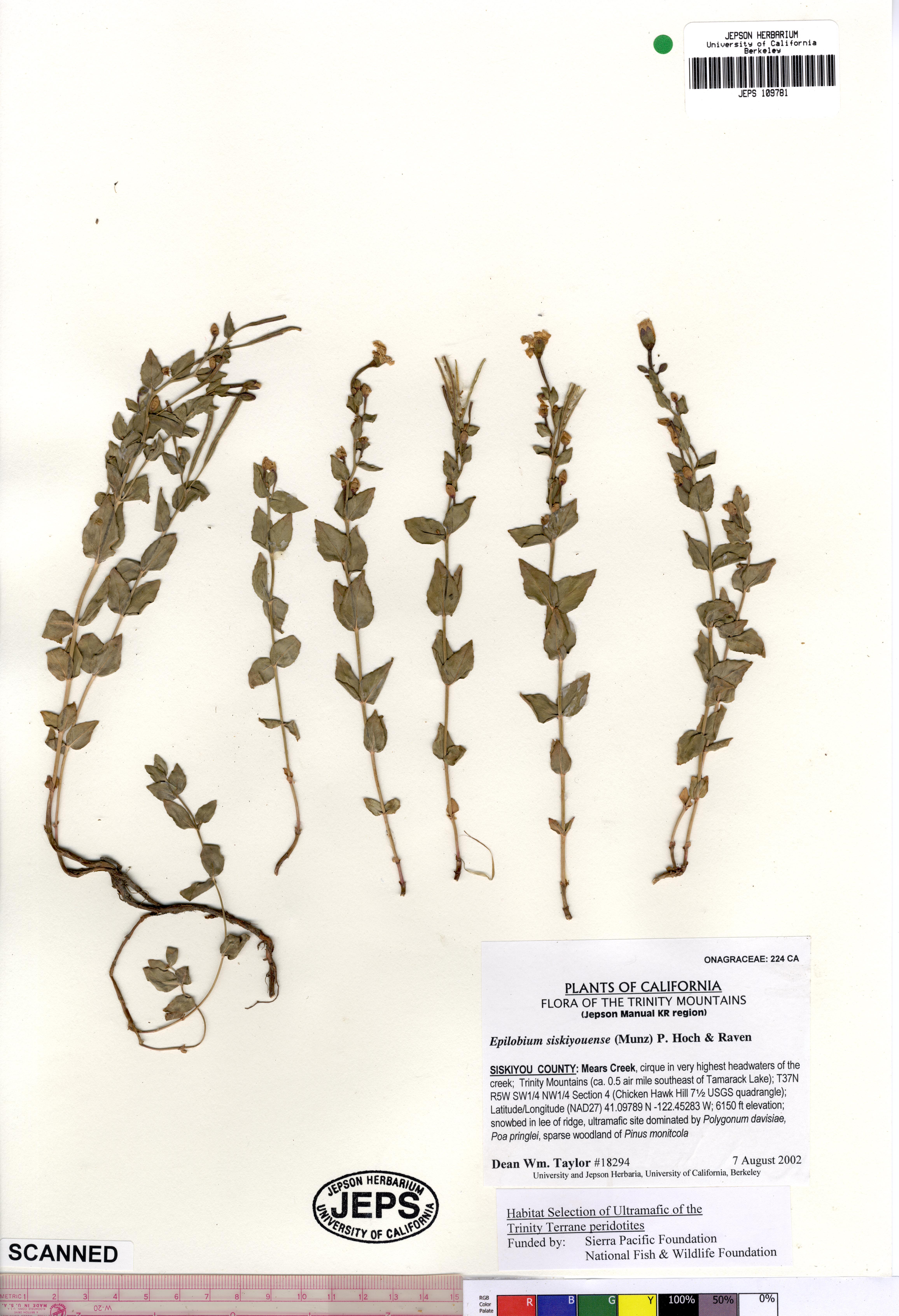